# Long Point, Illinois
Long Point är en ort (village) i Livingston County i Illinois. Vid 2010 års folkräkning hade Long Point 226 invånare.